# 장루이 (배우)
장루이(중국어 간체자: 张鲁一, 정체자: 張魯一, 병음: Zhāng Lǔyī, 한자음: 장로일, 1980년 6월 7일~)는 중화인민공화국의 배우이다.

## 출연 작품

### 텔레비전 드라마
- 마작: 비중량(毕忠良) 역
- 구주천공성
- 노구문
- 타래료, 청폐안
- 마상천하
- 삼체 : 문명의 경계: 왕먀오(汪淼) 역

### 영화
- 용의자X적 헌신 (2017년): 스홍 역
- 노구문 (2016년)
- 구주천공성 (2016년)
- 마작 (2016년)
- 타래료, 청폐안 (2015년)
- 마상천하 (2015년)
- 절지창왕 (2014년)
- 홍색 (2014년)